# Sindrome di Parinaud
La sindrome di Parinaud (nota anche come sindrome del mesencefalo dorsale) è una malattia neurologica causata da una lesione a carico del tetto del mesencefalo. Assieme alla sindrome di Weber, alla sindrome dell'arteria cerebellare superiore, alla sindrome di Benedikt, alla sindrome di Nielsen e alla sindrome di Nothnagel fa parte delle sindromi alterne del mesencefalo.

## Cause
Questa regione anatomica può essere danneggiata in corso di: lesioni ischemiche, neoplasie a carico della lamina quadrigemina, pinealomi, idrocefalo, cisticercosi, sclerosi multipla, malformazioni artero-venose.

## Sintomatologia
La caratteristica principale della sindrome di Parinaud è la paralisi dello sguardo verso l'alto e (in caso di lesioni bilaterali) verso il basso, nistagmo, e mancanza di convergenza. La retrazione delle palpebre è detta segno di Collier, mentre può essere presente il fenomeno di Argyll Robertson. Le pupille sono miotiche o normali, con dissociazione luce-accomodazione. Spesso, è presente un papilledema bilaterale. Tale patologia, specialmente per quanto riguarda la paralisi dello sguardo, risulta di difficile distinzione dalla paralisi sopranucleare progressiva.
La diagnosi si basa sull'esame clinico e sulle neuroimmagini, specialmente risonanza magnetica, visita ortottica e oculistica.